# Martha Araújo
Martha Valeria Araújo Sinisterra (* 12. Mai 1996 in Tumaco) ist eine kolumbianische Leichtathletin, die sich auf den Siebenkampf spezialisiert hat. In dieser Disziplin ist sie aktuell Inhaberin des Südamerikarekordes und siegte 2022 bei den Südamerikaspielen sowie 2023 und 2025 bei den Südamerikameisterschaften.

## Sportliche Laufbahn
Erste internationale Meisterschaftserfahrungen sammelte Martha Araújo im Jahr 2013, als sie bei den Panamerikanischen-Juniorenmeisterschaften in Medellín mit 5,46 m den 13. Platz belegte. 2017 gewann sie bei den Juegos Bolivarianos in Santa Marta mit 5703 Punkten die Silbermedaille hinter der Venezolanerin Luisairys Toledo. Im Jahr darauf nahm sie an den Südamerikaspielen in Cochabamba teil und gewann auch dort mit 5719 Punkten die Silbermedaille, diesmal hinter der Brasilianerin Giovana Cavaleti. Anschließend belegte sie bei den Zentralamerika- und Karibikspielen in Barranquilla mit 5744 Punkten den vierten Platz und siegte dann mit 5818 Punkten bei den U23-Südamerikameisterschaften in Cuenca. 2019 gewann sie bei den Südamerikameisterschaften in Lima mit 5708 Punkten die Bronzemedaille hinter der Venezolanerin Luisarys Toledo und Vanessa Spínola aus Brasilien. Anschließend startete sie bei den Panamerikanischen Spielen ebendort und gewann dort mit 5925 Punkten ebenfalls die Bronzemedaille, diesmal hinter der Kubanerin Adriana Rodríguez und Annie Kunz aus den Vereinigten Staaten. 2021 gewann sie dann bei den Südamerikameisterschaften in Guayaquil mit 5866 Punkten die Silbermedaille hinter ihrer Landsfrau Evelis Aguilar. Im Jahr darauf siegte sie mit 5951 Punkten bei den Ibero-Amerikanischen Meisterschaften in La Nucia sowie mit 5975 Punkten bei den Juegos Bolivarianos in Valledupar. Im Oktober nahm sie erneut an den Südamerikaspielen in Asunción teil und siegte dort mit neuem Spielerekord von 6112 Punkten.
2023 gewann sie bei den Zentralamerika- und Karibikspielen in San Salvador mit 5960 Punkten die Silbermedaille hinter der Kubanerin Marys Patterson und anschließend siegte sie mit 5785 Punkten bei den Südamerikameisterschaften in São Paulo. Daraufhin startete sie bei den Weltmeisterschaften in Budapest, musste dort aber ihren Wettkampf vorzeitig beenden. Im Jahr darauf siegte sie mit 6274 Punkten bei den Ibero-Amerikanischen Meisterschaften in Cuiabá. Im August nahm sie an den Olympischen Sommerspielen in Paris teil und wurde dort mit neuem Südamerikarekord von 6386 Punkten Siebte. Im September siegte sie mit neuem Südamerikarekord von 6429 beim Décastar in Talence. 2025 siegte sie bei den Südamerikameisterschaften in Mar del Plata mit neuem Meisterschaftsrekord von 6396 Punkten.
In den Jahren von 2021 bis 2024 wurde Araújo kolumbianische Meisterin im Siebenkampf.

## Persönliche Bestleistungen
- 100 m Hürden: 12,91 s (+1,2 m/s), 11. Mai 2024 in Cuiabá
- Weitsprung: 6,61 m (+0,9 m/s), 9. August 2024 in Paris
- Siebenkampf: 6429 Punkte, 15. September 2024 in Talence